# 西比尔斯基
使用西比尔斯基（Sibirsky）姓氏的主要是生活在俄罗斯的成吉思汗長子朮赤世系（昔班汗）的后裔，他们是出自西伯利亚汗国末代可汗库楚的血脉。
库楚姆的儿子们被叶尔马克的哥萨克俘获并被带到莫斯科，他们主要被安置在雅罗斯拉夫尔等一些城镇。沙俄政府让他们使用察列維奇（Tsarevich）的头衔。库楚姆的孙子阿尔普-阿爾斯兰在1614年至1627年间担任傀儡卡西莫夫汗。

## 知名成员
西比爾斯基家最后一位察列維奇是瓦西里·阿列克谢耶维奇·西比尔斯基（Vasily Alekseyevich Sibirsky），他和阿列克謝·彼得羅維奇一同反對彼得大帝。1718年他被流放到西伯利亞，此後他的后代被剝奪察列維奇的頭銜，降爵为大公（Knyaz）或王爵（Prince）。